# Пляшковий епізод
Пляшковий епізод (пляшкова серія, англ. Bottle episode) — серія телесеріалу, яка виробляється з мінімальними витратами, як правило, з використанням вже наявних декорацій і локацій, іноді лише в одній локації. Також обмежується кількість акторів. Попри те, що пляшкові епізоди дешевші, не слід вважати, що їх створюють лише для наповнення ефіру. Насправді такі епізоди можуть бути важливими для розвитку сюжету та характеру. Зазвичай пляшкові епізоди знімають, маючи обмежений бюджет сезону, аби зекономити ресурси для виробництва інших епізодів.

## Походження терміна
Походженням термін завдячує творцям серіалу «Зоряний шлях: Оригінальний серіал». Знімальна група і актори використовували фразу «епізод корабля в пляшці» (ship-in-a-bottle episode) для тих серій, події в яких розгорталися тільки на борту корабля «Ентерпрайз».

## Приклади
- «Друзі» — 2 епізод, 3 сезон («Епізод, в якому ніхто не готовий»)[4]
- «Бруклін 9-9» — 14 епізод, 5 сезон («Коробка»)[5]
- «Швидка допомога» — 16 епізод, 8 сезон («Таємниці і брехня»)[3]
- «Божевільні» — 7 епізод, 4 сезон («Валіза»)[4]
- «Світляк» — 8 епізод («Брак повітря»)[4]
- «Зоряний шлях: Оригінальний серіал» — 9 епізод, 3 сезон («Толіанська павутина»)[3]
- «Пуститися берега» — 10 епізод, 3 сезон («Муха»)[3]